# Klaus Bünger
Klaus Bünger (* 6. Januar 1943 in Hamburg) ist ein deutscher Ökonom und Ministerialbeamter außer Dienst. Er war von 1997 bis 1998 Staatssekretär im Bundesministerium für Wirtschaft.

## Leben

### Ausbildung
Bünger studierte von 1964 bis 1968 Volkswirtschaftslehre an der Universität Hamburg. Er legte im  Oktober 1968 die Diplomprüfung für Volkswirte an der Universität Hamburg ab.

### Laufbahn und Wirken
Klaus Bünger arbeitet von November 1968 bis Februar 1974 zunächst am Hamburgischen Welt-Wirtschafts-Archiv. Er trat Februar 1974 in den Dienst des Bundesministeriums für Wirtschaft und war als Referent in den Bereichen Konjunkturpolitik und Grundsatzfragen der Wirtschaftspolitik tätig. Im Oktober 1980 wurde er Redenschreiber von Bundesminister Otto Graf Lambsdorff (FDP). 
Im Anschluss war er ab Juli 1984 Leiter verschiedener Referate der Abteilung für Grundsatzfragen der Wirtschaftsordnung und der Wirtschaftspolitik. Es folge im August 1989 eine Beurlaubung für eine Tätigkeit als wirtschaftspolitischer Referent bei der FDP-Bundestagsfraktion. Im Juli 1993 kehrte er zurück in das Bundesministerium und übernahm die Leitung der Unterabteilung für Handwerk, Handel, Gewerberecht, Dienstleistungen und Medienwirtschaft. Im September 1994 avancierte er zum Leiter der Abteilung für Wirtschaftspolitik.
Von Mai 1997 bis 1998 diente Bünger unter Bundesminister Günter Rexrodt (FDP) als Staatssekretär im Bundesministerium für Wirtschaft.
Nach dem Ausscheiden als Staatssekretär wurde Bünger im November 1998 als beratender Volkswirt tätig. Zudem wurde er im August 1999 Senior Fellow beim Zentrum für Europäische Integrationsforschung der Universität Bonn und im Oktober 1999 Lehrbeauftragter im Bereich der Europäischen Integration an der Universität Halle-Wittenberg.
Von 1966 bis 1997 war er der Präsident des Wirtschaftspolitischen Ausschusses der Europäischen Union, von 1994 bis 1997 Mitglied im Verwaltungsrat der Bundesanstalt für Post und Telekommunikation Deutsche Bundespost. Er wurde 1995 Mitglied im Aufsichtsrat der Leunawerke, 1998 Mitglied im Aufsichtsrat der Postbank. Zudem war er von 1994 bis 1998 Mitglied im Vorstandsrat und Beirat der Wirtschaftsforschungsinstitute Halle, Hamburg, München, Berlin und Essen.
Er ist Mitglied der FDP und der Ludwig-Erhard-Stiftung.